# Aleksandar Mitrović
Aleksandar Mitrović (* 16. září 1994 Smederevo) je srbský profesionální fotbalista, hrající na pozici útočníka v saúdskoarbabském klubu Al Hilal FC a v srbské fotbalové reprezentaci.
Hrál na MS 2018. Od března 2021 je historicky nejlepším střelcem srbské reprezentace se 39 góly.

## Hráčská kariéra
Aleksandar Mitrović hrál útočníka za Teleoptik, Partizan Bělehrad, Anderlecht, Newcastle United FC a Fulham.
Ligu vyhrál s Partizanem i s Anderlechtem, kde se stal králem střelců belgické ligy. V Anglii pendluje mezi 1. a 2. ligou: 3× postoupil do 1. ligy (1× s Newcastlem a 2× s Fulhamem).
S reprezentací do 19 let vyhrál v roce 2013 mistrovství Evropy do 19 let a byl vyhlášen nejlepším hráčem turnaje. Od roku 2013 hraje v seniorské reprezentaci, se kterou byl na MS 2018. V kvalifikačním utkání na Mistrovství světa 2022 proti Portugalsku 27. března 2021 pomohl gólem k domácí remíze 2:2. Stanul tak na prvním místě žebříčku reprezentačních střelců Srbska se 39 góly, čímž překonal 38 gólů Stjepana Bobeka.
Začátek sezóny 2021/22 jej zastihl ve formě – v srpnu vstřelil čtyři, v září šest a v říjnu osm gólů a byl proto ohlášen jako Hráč měsíce října druhé anglické ligy Championship.

## Úspěchy

### Klub
Partizan
- Srbská liga: 2012–13

Anderlecht
- Belgická liga: 2013–14

### Reprezentace
Srbsko U19
- Mistrovství Evropy do 19 let: 2013

### Individuální
- Nejlepší hráč ME do 19 let: 2013
- Král střelců belgické ligy: 2014–15
- Srbský fotbalista roku: 2018
- Král střelců Ligy národů UEFA: 2018/19 (6 gólů)
- Král střelců 2. anglické ligy: 2019–20